# Референдум в Лихтенштейне по строительству больницы (2019)
Референдум в Лихтенштейне по строительству нового общественного госпиталя в Вадуце проводился 24 ноября 2019 года. Предложение было одобрено 56 % голосов избирателей.

## Контекст
В 2011 году Ландтаг Лихтенштейна проголосовал за строительство новой больницы в Вадуце стоимостью 83 млн швейц. франков, которая была бы профинансирована за счёт займа. Однако избиратели на референдуме 2011 года отклонили предложение 58 % голосов.
После референдума была создана комиссия для реализации нового, более дешёвого проекта, так как стоимость больницы считалась основной причиной отклонения предложения избирателями. Новое предложение оценивало строительство в 65,5 млн швейц. франков, также финансируемых за счёт кредита. Ландтаг проголосовал за это предложение 5 сентября 2019 года (17 — за, 8 — против). Голосование проходило в форме факультативного референдума парламентского происхождения по бюджетному вопросу в соответствии со статьей № 66 Конституции.

## Результаты
| Выбор                                       | Голоса | %     |
| ------------------------------------------- | ------ | ----- |
| За                                          | 8 091  | 56,23 |
| Против                                      | 6 299  | 43,77 |
| Недействительных/пустых бюллетеней          | 86     | -     |
| Всего                                       | 14 476 | 100   |
| Зарегистрированных избирателей/Явка         | 20 243 | 71,51 |
| Источник: Правительство Лихтенштейна (нем.) |        |       |